# 物质世界
《物质世界》（英語：Outward）是一款由加拿大工作室Nine Dots Studio開發並由Deep Silver发行的開放世界角色扮演遊戲。其可在線上及本地进行多人遊戲。遊戲側重於生存以及玩家作為普通人而非英雄的概念，並具有幾個生存遊戲方面。2019年3月26日，该游戏于发售于Microsoft Windows、PlayStation 4、Xbox One平台，2019年10月，本游戏添加了对简体中文的支持。